# Avignonet-Lauragais
Avignonet-Lauragais (Avinhonet de Lauragués en occitano) es una comuna francesa situada en el departamento de Alto Garona, en la región de Occitania.
Sus habitantes reciben el gentilicio de avignonetains.

## Geografía
Esta comuna del área urbana de Toulouse está situada en el extremo noreste del departamento del Alto Garona, en la frontera con el Aude, cerca del Seuil de Naurouze (punto a 200 metros por encima del nivel del mar, que separa las aguas del mar Mediterráneo y las del Atlántico, del canal du Midi). 
Al norte se encuentra la Montaña Negra y numerosas colinas por donde bajan múltiples arroyos que desembocan en el río Hers-Mort. Al sur se encuentra la planicie de Lauragais y un poco más al sur, los Pirineos.
Se encuentra entre Toulouse y Castelnaudary, en la carretera N-113 y al lado de la autopista des Deux Mers, desde donde es identificable perfectamente por la presencia de un parque eólico con múltiples aerogeneradores.
También se encuentra al borde del canal du Midi, con un pequeño puerto para las barcaza que cruzan el canal.

## Recursos económicos
La economía de la comuna está dominada por el sector energético, debido a la presencia de aerogeneradores y paneles solares instalados por la firma BORALEX. La comuna también cuenta con algunas fincas medianas, algunas de las cuales producen los frijoles blancos que se usan en el cassoulet. Finalmente el turismo ocupa un lugar significativo en la economía del pueblo, con 20,000 turistas en 2014. 
El trigo es el principal cultivo del llano de Lauragais desde tiempos galo-romanos. En el siglo XV se introdujo el cultivo de la "Hierba del Pastel" (Isatis tinctoria), empleada para tintar y teñir, y la región experimentó un gran desarrollo y enriquecimiento, pasando a conocerse como el "País de cocagne". Aunque la introducción del añil proveniente de América, en el siglo XVI, supuso una fuerte competencia, pasando la región de nuevo a cultivar trigo como principal recurso. 

## Historia
Avignonet-Lauragais es conocido por la masacre que tuvo lugar en el pueblo en el periodo de la cruzada contra los cátaros. El 28 de mayo de 1242, un tribunal de la Inquisición pontificia compuesto por doce hombres, cinco monjes y cuatro sirvientes dirigidos por el dominico Guillaume Arnaud y el franciscano Etienne de Saint-Thibéry se detuvo en la ciudad. Varios hombres dirigidos por Pierre-Roger de Mirepoix provenientes del castillo de Montsegur atacaron y mataron a los inquisidores y sirvientes mientras dormían. Constituyó uno de los últimos intentos de resistencia de la población del Languedoc antes de la toma de Montségur por los cruzados franceses, en marzo de 1244.

## Lugares de interés
- En la plaza central del pueblo se encuentran dos recuerdos a la matanza de los inquisidores: 
  - Una estatua representando la imagen de un cruzado.
  - En el interior de la iglesia Notre-Dame des Miracles un cuadro de 1631 evoca la matanza de los miembros del tribunal de la inquisición.
- La iglesia Notre Dame des Miracles, del siglo XIV, con un campanario octogonal coronado por una punta (flecha) gótica.
- Monumento a Pierre-Paul Riquet en el Seuil de Naurouze.
- Central Eólica de Avignonet-Lauragais, que forma parte del programa EOLE 2005. El parque tiene diez aerogeneradores N50 (de 800 kW y de 50 metros de diámetro), lo que representa una potencia global instalada de 8 MW.
- Antiguos molinos de viento.

## Demografía
| 1962 | 1968 | 1975 | 1982 | 1990 | 1999 | 2006 | 2008 | 2018 |
| ---- | ---- | ---- | ---- | ---- | ---- | ---- | ---- | ---- |
| 963  | 1040 | 938  | 931  | 954  | 1069 | 1220 | 1262 | 1578 |